# Актовий зал

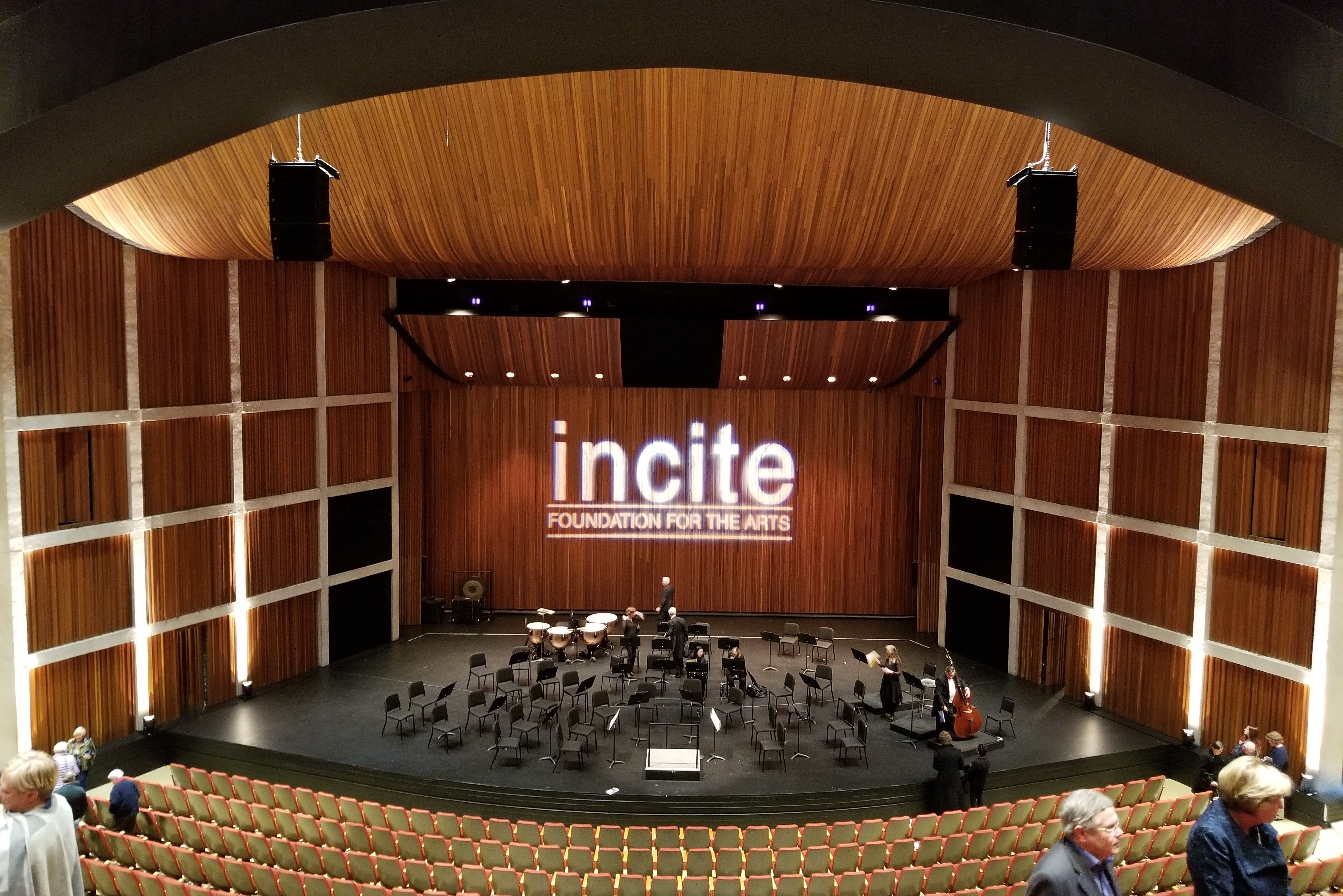
Сцена концертного залу FirstOntario з першого балкона

Актовий зал/зала — функціональний зал, велика кімната, що використовується для проведення публічних зборів або зборів членів організації, таких як школа, церква або дорадча асамблея. Прикладом останньої справи є Зал зборів (штат Вашингтон, штат Міссісіпі), де проводилася загальна асамблея штату Міссісіпі. Деякі християнські конфесії називають місця зібрань або місця молитви актовими залами. Старійшини та служителі пресвітеріанських церков збираються в актових залах для своїх загальних зборів, наприклад у залі Генеральної асамблеї Церкви Шотландії.

## Функціональний зал
Функціональний зал, зал для прийомів або бенкетний зал — це приміщення або будівля з метою проведення вечірки, бенкету, весілля чи іншого прийому або іншого соціального заходу. Функціональні зали часто можна знайти в пабах, клубах, готелях чи ресторанах. Деякі з них управляються братськими організаціями і здаються в оренду як частина з них, будучи клубом, наприклад Масонські зали. Перша згадка про «функціональні зали» зафіксована в 1922 р.

## Галерея

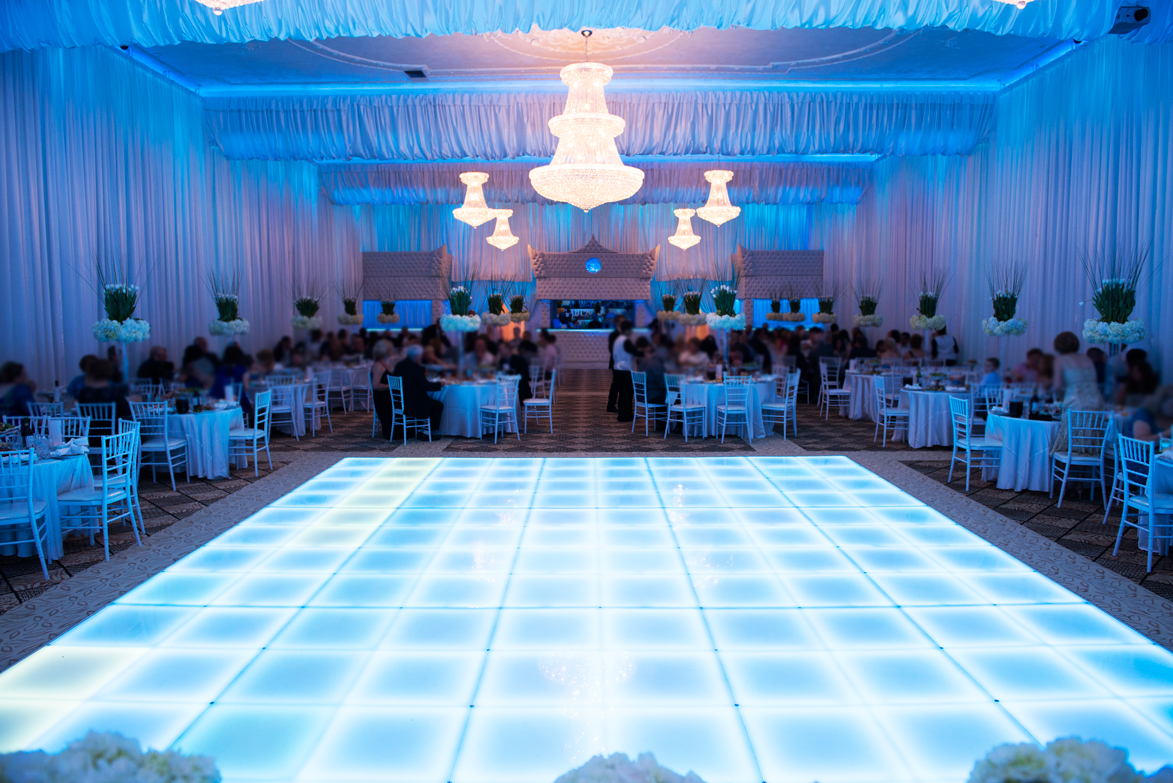
Бенкетний зал та місце проведення весільних урочистостей
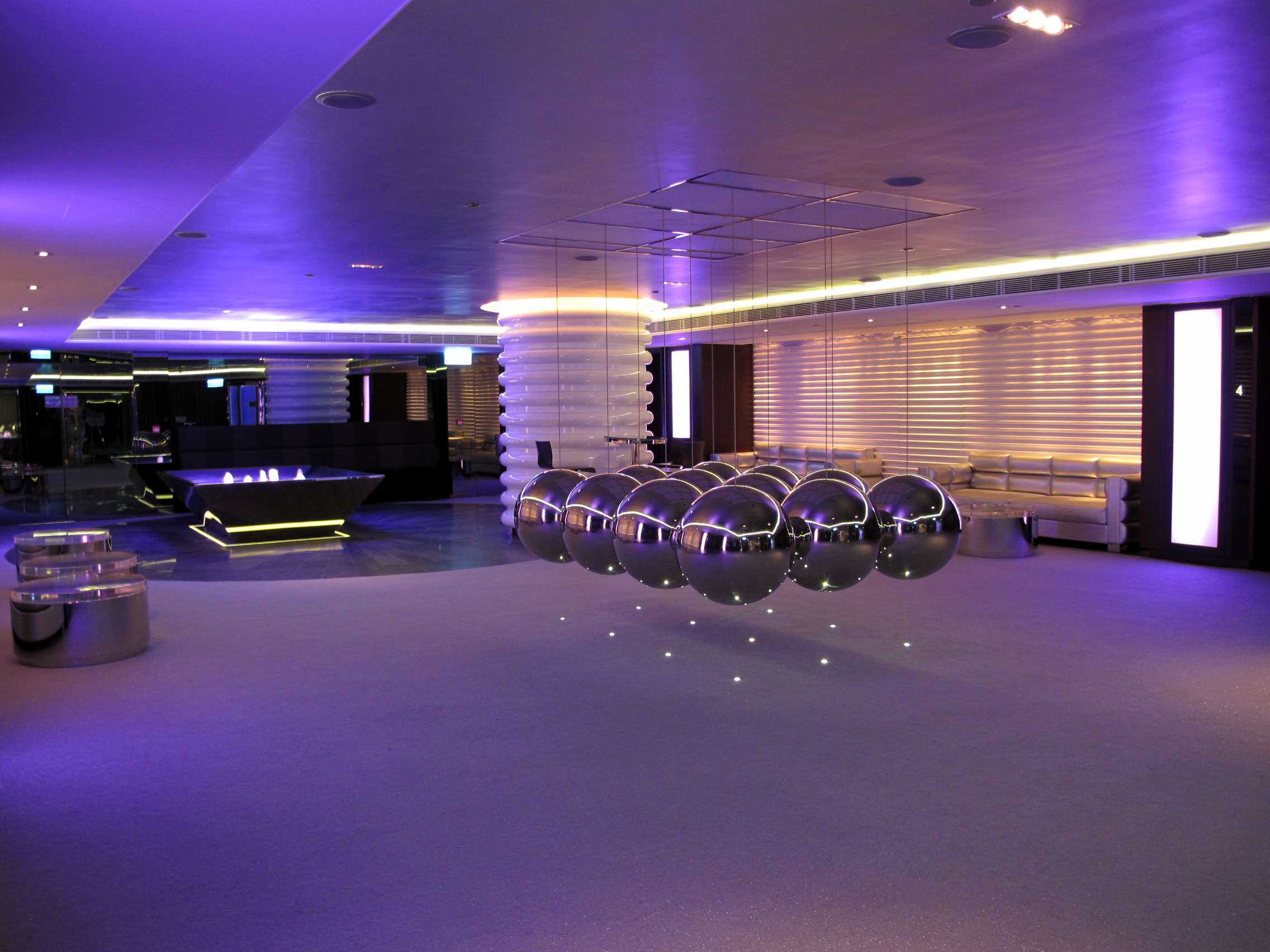
Кімната для нічних клубів.
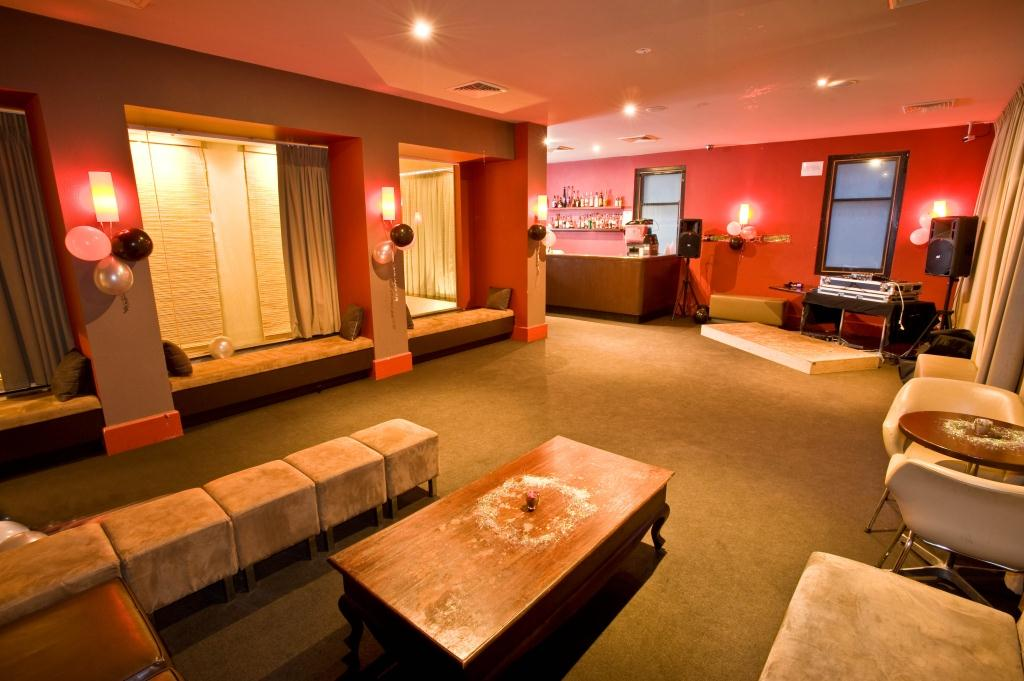
Функціональна кімната в Мельбурні
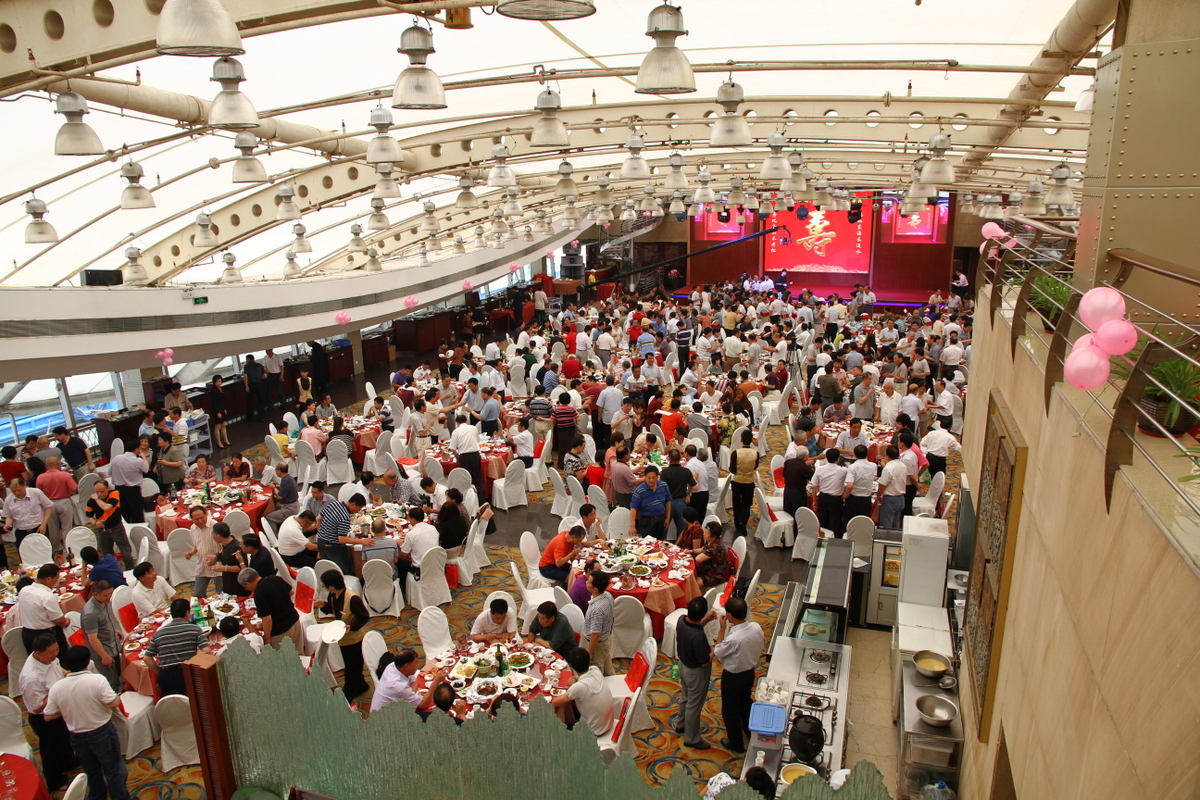
Китайський бенкетний зал
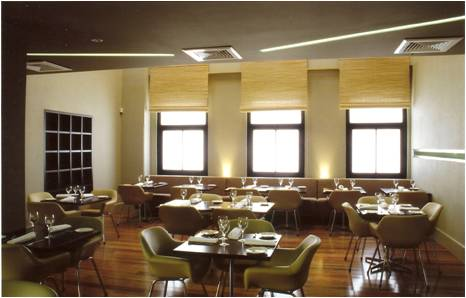
Місце прокату в Брисбені
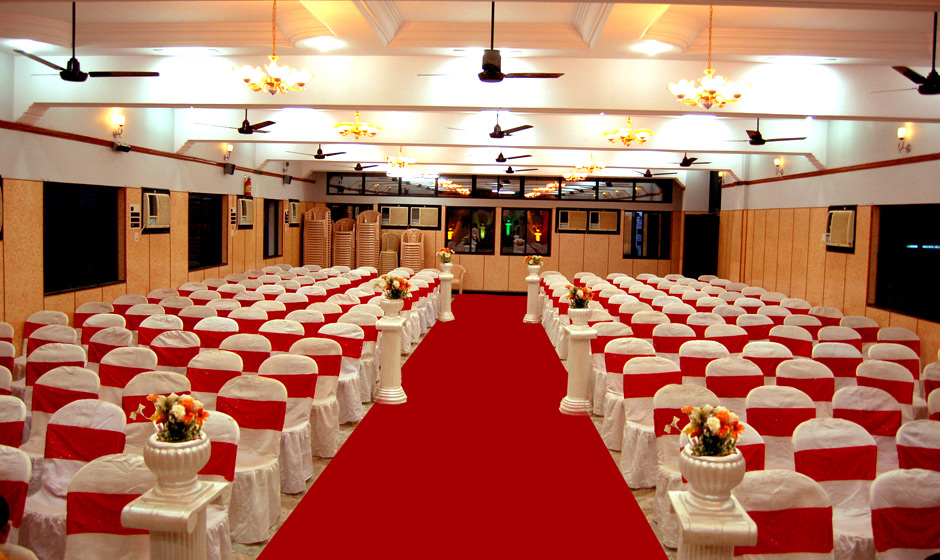
Функціональні зали по всій Індії
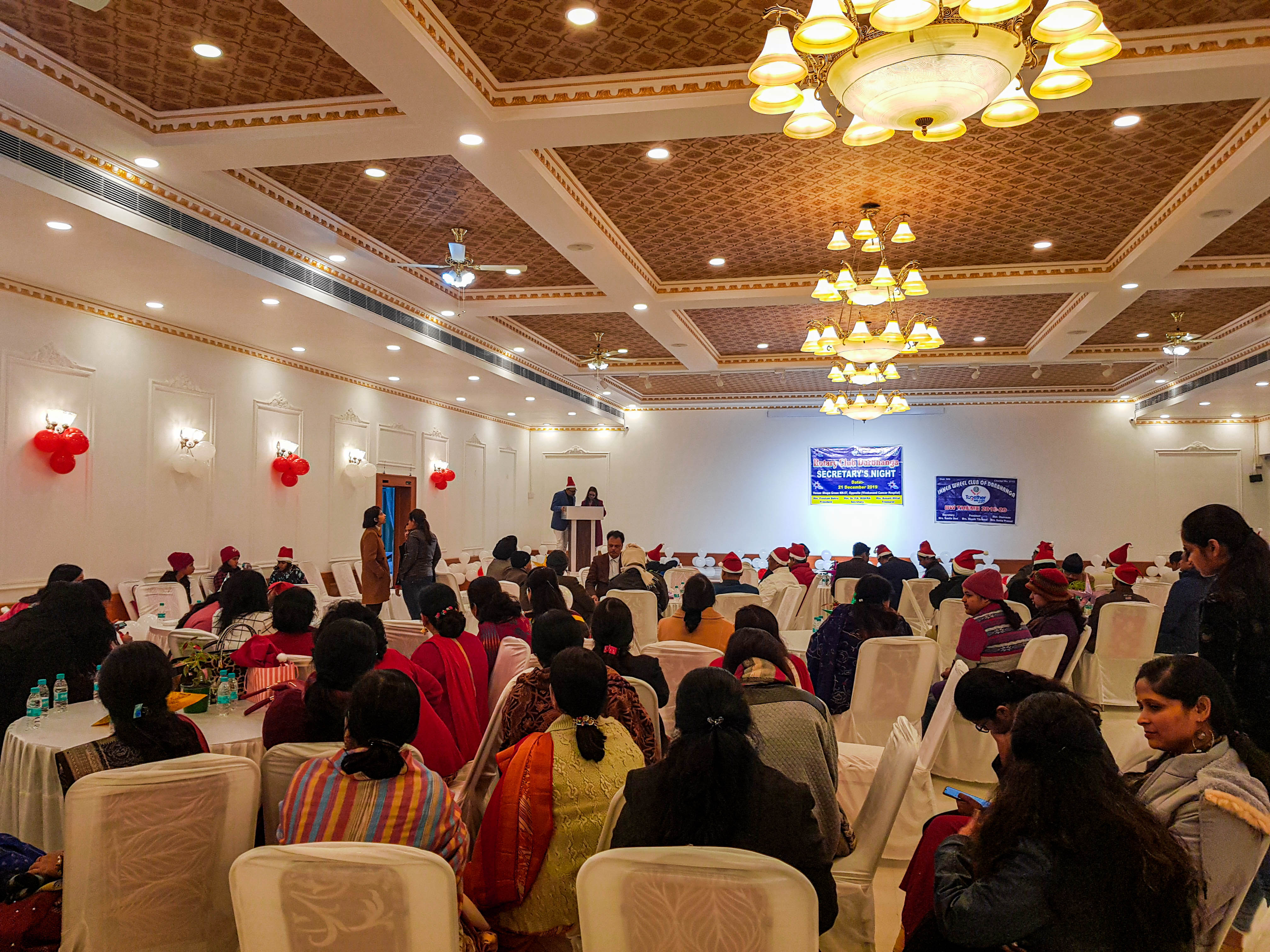
Зустріч дипломного бенкетного залу в Дарбханзі, Біхар, Індія

## Студентські містечка коледжів та університетів
У кампусах коледжів та університетів США актові зали іноді зустрічаються в багатоцільових спортивних спорудах, де вони мають спільне використання, зокрема, як баскетбольні майданчики. Прикладами є Актовий зал (Блумінгтон) та (раніше) Актовий зал (Шампань).